# Шиянов, Александр Акимович
Александр Акимович Шиянов (29 августа 1941, Иргаклы, Степновский район, Ставропольский край, РСФСР, СССР — 23 октября 2017, Ставрополь, Россия) — российский государственный деятель, почётный гражданин Ставрополья. Председатель Государственной Думы Ставропольского края (1997—2001) и член Совета Федерации (1999—2002).

## Биография
Родился 29 августа 1941 года.
В 1977 году окончил Ставропольский сельскохозяйственный институт по специальности инженер-механник.
Председатель Государственной Думы Ставропольского края (1997—2001).
С 1998 по 2002 годы — член Совета Федерации от Ставропольского края. Член Комитета по делам Федерации, Федеративному договору и региональной политике.